# 206
206 (CCVI) var ett normalår som började en onsdag i den julianska kalendern.

## Födda
- Trebonianus Gallus, romersk kejsare 251–253

## Avlidna
- Ta Dun, Wuhuans kung
- Taishi Ci, Östra Wus general